# Petalura hesperia
Petalura hesperia är en trollsländeart som beskrevs av Watson 1958. Petalura hesperia ingår i släktet Petalura och familjen Petaluridae. Inga underarter finns listade i Catalogue of Life.